# Nascar Sprint Cup Series 2010
Nascar Sprint Cup Series 2010 var den 62:a upplagan av den främsta divisionen av professionell stockcarracing i USA sanktionerad av National Association for Stock Car Auto Racing.
Säsongen bestod av 36 race och inleddes på Daytona International Speedway med uppvisningsloppen Budweiser Shootout 6 februari och Gatorade Duels 11 februari, vilket även var slutkval till den 52:a upplagan av Daytona 500. Säsongen avslutades 21 november på Homestead-Miami Speedway med Ford 400. Jimmie Johnson tog sin femte raka mästerskapstitel körande för Hendrick Motorsports. Chevrolet vann märkesmästerskapet för åttonde året i rad.

## Tävlingskalender
| Nr                       | Officiellt namn                            | Bana                                                   | Datum        |
| ------------------------ | ------------------------------------------ | ------------------------------------------------------ | ------------ |
| U                        | Budweiser Shootout                         | Daytona International Speedway, Daytona Beach, Florida | 6 februari   |
| KV                       | Gatorade Duels                             | Daytona International Speedway, Daytona Beach, Florida | 11 februari  |
| 1                        | Daytona 500                                | Daytona International Speedway, Daytona Beach, Florida | 14 februari  |
| 2                        | Auto Club 500                              | Auto Club Speedway, Fontana, Kalifornien               | 21 februari  |
| 3                        | Shelby American 400                        | Las Vegas Motor Speedway, Las Vegas, Nevada            | 28 februari  |
| 4                        | Kobalt Tools 500                           | Atlanta Motor Speedway, Hampton, Georgia               | 7 mars       |
| 5                        | Food City 500                              | Bristol Motor Speedway, Bristol, Tennessee             | 21 mars      |
| 6                        | Goody's Fast Pain Relief 500               | Martinsville Speedway, Martinsville, Virginia          | 29 mars      |
| 7                        | Subway Fresh Fit 500                       | Phoenix International Raceway, Avondale, Arizona       | 10 april     |
| 8                        | Samsung Mobile 500                         | Texas Motor Speedway, Fort Worth, Texas                | 19 april     |
| 9                        | Aaron's 499                                | Talladega Superspeedway, Talladega, Alabama            | 25 april     |
| 10                       | Crown Royal presents the Heath Calhoun 400 | Richmond International Raceway, Richmond, Virginia     | 1 maj        |
| 11                       | Showtime Southern 500                      | Darlington Raceway, Darlington, South Carolina         | 8 maj        |
| 12                       | Autism Speaks 400                          | Dover International Speedway, Dover, Delaware          | 16 maj       |
| U                        | Sprint Showdown                            | Charlotte Motor Speedway, Concord, North Carolina      | 22 maj       |
| U                        | Sprint All-Star Race                       | Charlotte Motor Speedway, Concord, North Carolina      | 22 maj       |
| 13                       | Coca-Cola 600                              | Charlotte Motor Speedway, Concord, North Carolina      | 30 maj       |
| 14                       | Gillette Fusion Proglide 500               | Pocono Raceway, Long Pond, Pennsylvania                | 6 juni       |
| 15                       | Heluva Good! Sour Cream Dips 400           | Michigan International Speedway, Brooklyn, Michigan    | 13 juni      |
| 16                       | Toyota/Save Mart 350                       | Infineon Raceway, Sonoma, Kalifornien                  | 20 juni      |
| 17                       | Lenox Industrial Tools 301                 | New Hampshire Motor Speedway, Loudon, New Hampshire    | 27 juni      |
| 18                       | Coke Zero 400                              | Daytona International Speedway, Daytona Beach, Florida | 3 juli       |
| 19                       | Lifelock.com 400                           | Chicagoland Speedway, Joliet, Illinois                 | 10 juli      |
| 20                       | Brickyard 400                              | Indianapolis Motor Speedway, Speedway, Indiana         | 25 juli      |
| 21                       | Sunoco Red Cross Pennsylvania 500          | Pocono Raceway, Long Pond, Pennsylvania                | 1 augusti    |
| 22                       | Heluva Good! Sour Cream Dips at The Glen   | Watkins Glen International, Watkins Glen, New York     | 8 augusti    |
| 23                       | Carfax 400                                 | Michigan International Speedway, Brooklyn, Michigan    | 15 augusti   |
| 24                       | Irwin Tools Night Race                     | Bristol Motor Speedway, Bristol, Tennessee             | 21 augusti   |
| 25                       | Emory Healthcare 500                       | Atlanta Motor Speedway, Hampton, Georgia               | 5 september  |
| 26                       | Air Guard 400                              | Richmond International Raceway, Richmond, Virginia     | 11 september |
| Chase for the Sprint Cup |                                            |                                                        |              |
| 27                       | Sylvania 300                               | New Hampshire Motor Speedway, Loudon, New Hampshire    | 19 september |
| 28                       | AAA 400                                    | Dover International Speedway, Dover, Delaware          | 26 september |
| 29                       | Price Chopper 400                          | Kansas Speedway, Kansas City, Kansas                   | 3 oktober    |
| 30                       | Pepsi Max 400                              | Auto Club Speedway, Fontana, Kalifornien               | 10 oktober   |
| 31                       | Bank of America 500                        | Charlotte Motor Speedway, Concord, North Carolina      | 16 oktober   |
| 32                       | Tums Fast Relief 500                       | Martinsville Speedway, Martinsville, Virginia          | 24 oktober   |
| 33                       | AMP Energy Juice 500                       | Talladega Superspeedway, Talladega, Alabama            | 31 oktober   |
| 34                       | AAA Texas 500                              | Texas Motor Speedway, Fort Worth, Texas                | 7 november   |
| 35                       | Kobalt Tools 500                           | Phoenix International Raceway, Avondale, Arizona       | 14 november  |
| 36                       | Ford 400                                   | Homestead-Miami Speedway, Homestead, Florida           | 21 november  |

## Resultat
| Nr | Tävling                                    | Pole position      | Flest ledda varv          | Vinnare            | Team                      | Konstruktör | Rapport |
| -- | ------------------------------------------ | ------------------ | ------------------------- | ------------------ | ------------------------- | ----------- | ------- |
| U  | Budweiser Shootout                         | Carl Edwards       | Greg Biffle               | Kevin Harvick      | Richard Childress Racing  | Chevrolet   | Rapport |
| KV | Gatorade Duel 1                            | Mark Martin        | Mark Martin               | Jimmie Johnson     | Hendrick Motorsports      | Chevrolet   | Rapport |
| KV | Gatorade Duel 2                            | Dale Earnhardt Jr. | Kurt Busch                | Kasey Kahne        | Richard Petty Motorsports | Ford        | Rapport |
| 1  | Daytona 500                                | Mark Martin        | Kevin Harvick             | Jamie McMurray     | Earnhardt Ganassi Racing  | Chevrolet   | Rapport |
| 2  | Auto Club 500                              | Jamie McMurray     | Jimmie Johnson            | Jimmie Johnson     | Hendrick Motorsports      | Chevrolet   | Rapport |
| 3  | Shelby American 400                        | Kurt Busch         | Jeff Gordon               | Jimmie Johnson     | Hendrick Motorsports      | Chevrolet   | Rapport |
| 4  | Kobalt Tools 500                           | Dale Earnhardt Jr. | Kasey Kahne               | Kurt Busch         | Penske Racing             | Dodge       | Rapport |
| 5  | Food City 500                              | Joey Logano        | Jimmie Johnson            | Jimmie Johnson     | Hendrick Motorsports      | Chevrolet   | Rapport |
| 6  | Goody's Fast Pain Relief 500               | Kevin Harvick      | Denny Hamlin              | Denny Hamlin       | Joe Gibbs Racing          | Toyota      | Rapport |
| 7  | Subway Fresh Fit 500                       | A. J. Allmendinger | Jimmie Johnson Kyle Busch | Ryan Newman        | Stewart-Haas Racing       | Chevrolet   | Rapport |
| 8  | Samsung Mobile 500                         | Tony Stewart       | Jeff Gordon               | Denny Hamlin       | Joe Gibbs Racing          | Toyota      | Rapport |
| 9  | Aaron's 499                                | Jimmie Johnson     | Jeff Burton               | Kevin Harvick      | Richard Childress Racing  | Chevrolet   | Rapport |
| 10 | Crown Royal presents the Heath Calhoun 400 | Kyle Busch         | Kyle Busch                | Kyle Busch         | Joe Gibbs Racing          | Toyota      | Rapport |
| 11 | Showtime Southern 500                      | Jamie McMurray     | Jeff Gordon               | Denny Hamlin       | Joe Gibbs Racing          | Toyota      | Rapport |
| 12 | Autism Speaks 400                          | Martin Truex Jr.   | Jimmie Johnson            | Kyle Busch         | Joe Gibbs Racing          | Toyota      | Rapport |
| U  | Sprint Showdown                            | David Ragan        | David Ragan               | Martin Truex Jr.   | Michael Waltrip Racing    | Dodge       | Rapport |
| U  | Sprint All-Star Race                       | Kurt Busch         | Jimmie Johnson            | Kurt Busch         | Penske Racing             | Dodge       | Rapport |
| 13 | Coca-Cola 600                              | Ryan Newman        | Kurt Busch                | Kurt Busch         | Penske Racing             | Dodge       | Rapport |
| 14 | Gillette Fusion Proglide 500               | Kyle Busch         | Denny Hamlin              | Denny Hamlin       | Joe Gibbs Racing          | Toyota      | Rapport |
| 15 | Heluva Good! Sour Cream Dips 400           | Kurt Busch         | Denny Hamlin              | Denny Hamlin       | Joe Gibbs Racing          | Toyota      | Rapport |
| 16 | Toyota/Save Mart 350                       | Kasey Kahne        | Jimmie Johnson            | Jimmie Johnson     | Hendrick Motorsports      | Chevrolet   | Rapport |
| 17 | Lenox Industrial Tools 301                 | Juan Pablo Montoya | Kasey Kahne               | Jimmie Johnson     | Hendrick Motorsports      | Chevrolet   | Rapport |
| 18 | Coke Zero 400                              | Kevin Harvick      | Kevin Harvick             | Kevin Harvick      | Richard Childress Racing  | Chevrolet   | Rapport |
| 19 | Lifelock.com 400                           | Jamie McMurray     | Jimmie Johnson            | David Reutimann    | Michael Waltrip Racing    | Toyota      | Rapport |
| 20 | Brickyard 400                              | Juan Pablo Montoya | Juan Pablo Montoya        | Jamie McMurray     | Earnhardt Ganassi Racing  | Chevrolet   | Rapport |
| 21 | Sunoco Red Cross Pennsylvania 500          | Tony Stewart       | Jimmie Johnson            | Greg Biffle        | Roush Fenway Racing       | Ford        | Rapport |
| 22 | Heluva Good! Sour Cream Dips at The Glen   | Carl Edwards       | Juan Pablo Montoya        | Juan Pablo Montoya | Earnhardt Ganassi Racing  | Chevrolet   | Rapport |
| 23 | Carfax 400                                 | Kasey Kahne        | Greg Biffle               | Kevin Harvick      | Richard Childress Racing  | Chevrolet   | Rapport |
| 24 | Irwin Tools Night Race                     | Jimmie Johnson     | Kyle Busch                | Kyle Busch         | Joe Gibbs Racing          | Toyota      | Rapport |
| 25 | Emory Healthcare 500                       | Denny Hamlin       | Tony Stewart              | Tony Stewart       | Stewart-Haas Racing       | Chevrolet   | Rapport |
| 26 | Air Guard 400                              | Carl Edwards       | Denny Hamlin              | Denny Hamlin       | Joe Gibbs Racing          | Toyota      | Rapport |
| 27 | Sylvania 300                               | Brad Keselowski    | Clint Bowyer              | Clint Bowyer       | Richard Childress Racing  | Chevrolet   | Rapport |
| 28 | AAA 400                                    | Jimmie Johnson     | Jimmie Johnson            | Jimmie Johnson     | Hendrick Motorsports      | Chevrolet   | Rapport |
| 29 | Price Chopper 400                          | Kasey Kahne        | Tony Stewart              | Greg Biffle        | Roush Fenway Racing       | Ford        | Rapport |
| 30 | Pepsi Max 400                              | Jamie McMurray     | Mark Martin               | Tony Stewart       | Stewart-Haas Racing       | Chevrolet   | Rapport |
| 31 | Bank of America 500                        | Jeff Gordon        | Kyle Busch                | Jamie McMurray     | Earnhardt Ganassi Racing  | Chevrolet   | Rapport |
| 32 | Tums Fast Relief 500                       | Denny Hamlin       | Jeff Burton               | Denny Hamlin       | Joe Gibbs Racing          | Toyota      | Rapport |
| 33 | AMP Energy Juice 500                       | Juan Pablo Montoya | Dale Earnhardt Jr.        | Clint Bowyer       | Richard Childress Racing  | Chevrolet   | Rapport |
| 34 | AAA Texas 500                              | Elliott Sadler     | Greg Biffle               | Denny Hamlin       | Joe Gibbs Racing          | Toyota      | Rapport |
| 35 | Kobalt Tools 500                           | Carl Edwards       | Denny Hamlin              | Carl Edwards       | Roush Fenway Racing       | Ford        | Rapport |
| 36 | Ford 400                                   | Kasey Kahne        | Carl Edwards              | Carl Edwards       | Roush Fenway Racing       | Ford        | Rapport |

### Märkesmästerskapet
| Pos     | Tillverkare | Vinster | Poäng |
| ------- | ----------- | ------- | ----- |
| 1       | Chevrolet   | 18      | 261   |
| 2       | Toyota      | 12      | 217   |
| 3       | Ford        | 4       | 176   |
| 4       | Dodge       | 2       | 138   |
| Källor: |             |         |       |